# Czikiejewo
Czikiejewo (ros. Чикеево) – wieś w Rosji, w rejonie czerepowieckim obwodu wołogodzkiego. W 2010 liczyła 30 mieszkańców.